# Абашево (Юкаменський район)
Аба́шево (рос. Абашево) — присілок у складі Юкаменського району Удмуртії, Росія.
Населення — 58 осіб (2010; 104 в 2002).
Національний склад (2002):
- бесерм'яни — 37 %
- росіяни — 37 %
- удмурти — 26 %